# 李红云 (政治人物)
李红云（1962年—），湖南临湘人，汉族，中华人民共和国政治人物、第十一届全国人民代表大会湖北地区代表。

## 生平
毕业于武汉水利电力学院农水专业，是中共党员。担任随州市市长。2008年起担任全国人大代表。2008年起历任湖北省联合发展投资有限公司筹备组办公室主任、总经理、董事长、党委委员、党委书记。
2018年2月，湖北省纪委监察委发布消息，湖北联发投集团董事长、党委书记李红云因严重违纪接受组织调查。